# اچ‌ام‌اس آلاکریتی (اف۱۷۴)
اچ‌ام‌اس آلاکریتی (اف۱۷۴) (به انگلیسی: HMS Alacrity (F174)) یک کشتی است که طول آن ۳۸۴ فوت (۱۱۷ متر) می‌باشد. این کشتی در سال ۱۹۷۴ ساخته شد.